# 馬查氏直口非鯽
馬查氏直口非鯽，為輻鰭魚綱鱸形目隆頭魚亞目慈鯛科的其中一種，分布於非洲安哥拉及納米比亞間的Cunene河流域，體長可達6.5公分，棲息在溪流，生活習性不明。

## 擴展閱讀
維基物種上的相關：馬查氏直口非鯽